# Jesenice (district de Rakovník)
Pour les articles homonymes, voir Jesenice (homonymie).
Jesenice (en allemand : Jechnitz) est une ville du district de Rakovník, dans la région de Bohême-Centrale, en République tchèque. Sa population s'élevait à 1 698 habitants en 2020.

## Géographie
Jesenice se trouve à 20 km à l'ouest de Rakovník et à 70 km à l'ouest de Prague.
La commune est limitée par Petrohrad et Hořovičky au nord, par Oráčov à l'est, par Velká Chmelištná et Drahouš au sud, et par Krty à l'ouest. Le quartier de Podbořánky forme un exclave, au sud de la partie principale de la commune, dont elle est séparée par Žďár et Drahouš.

## Histoire
La première mention écrite de la localité date de 1321.

## Administration
La commune se compose de six sections :
- Jesenice
- Bedlno
- Chotěšov
- Kosobody
- Podbořánky
- Soseň